# Tropiphorus
Tropiphorus — род долгоносиков из подсемейства Entiminae. Мезофильные виды, встречаются в лесах.

## Описание
Передние и средние голени по наружному краю без плоских широких шипов. Заглазничные лопасти слабые, вибриссы на них короткие. Спинка головотрубки со сглажениями в задней половине боковыми кантами. Переднеспинка обычно с сильным килем вдоль срединной линии. Шов надкрылий на заднем канте большей частью килевидно приподнят.

## Систематика
К роду относятся:
- вид: Tropiphorus albanicus Apfelbeck, 1928
- вид: Tropiphorus bertolinii Stierlin, 1894
- вид: Tropiphorus caesius (Frivaldszky, 1879)
- вид: Tropiphorus cucullatus Fauvel, 1888
- вид: Tropiphorus elevatus (Herbst, 1795)
- вид: Tropiphorus globatus (Herbst, 1795)
- вид: Tropiphorus micans Boheman, 1842
- вид: Tropiphorus moldavicus Penecke, 1924
- вид: Tropiphorus obtusus (Bonsdorff, 1785)
- вид: Tropiphorus ochraceosignatus Boheman, 1842
- вид: Tropiphorus serbicus Reitter, 1901
- вид: Tropiphorus styriacus Bedel, 1883
- вид: Tropiphorus terricola (Neuman, 1838)
- вид: Tropiphorus transsylvanicus Daniel, 1898

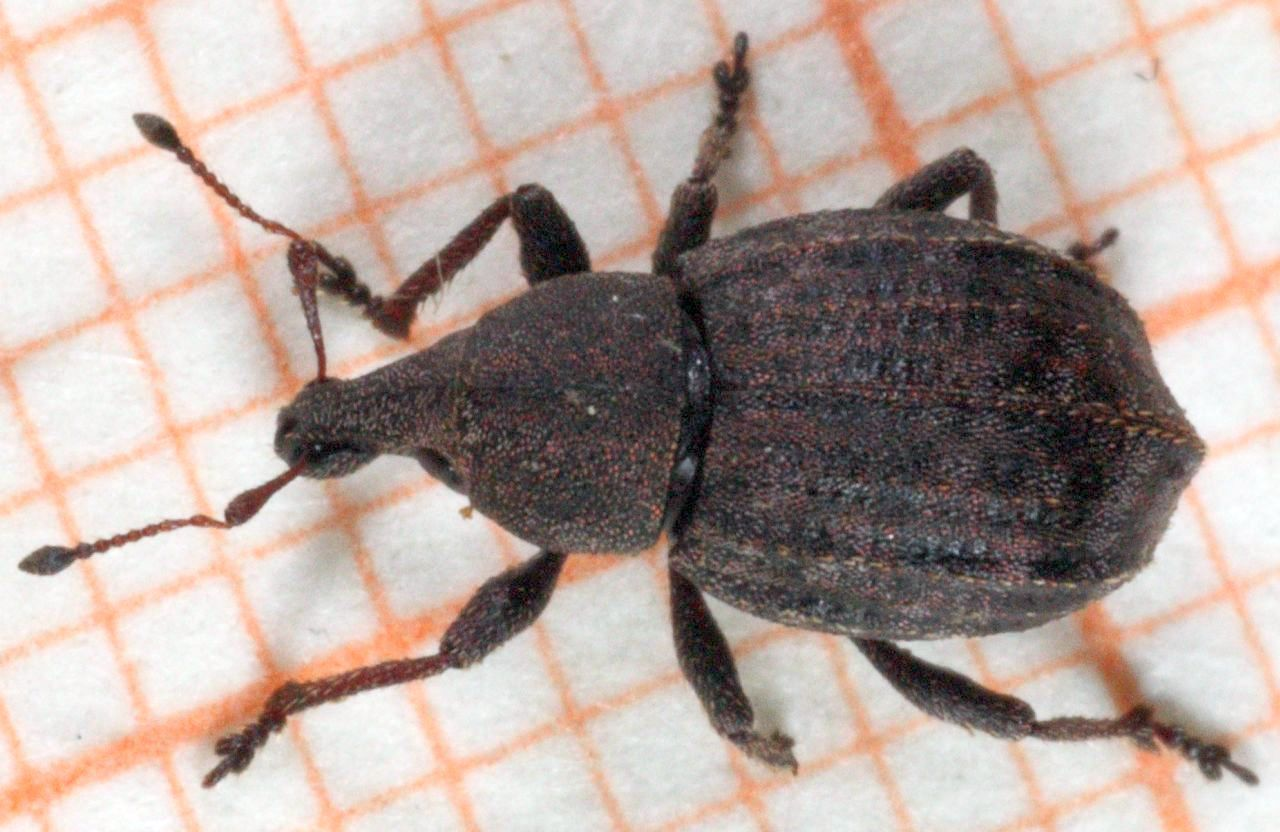
Tropiphorus elevatus
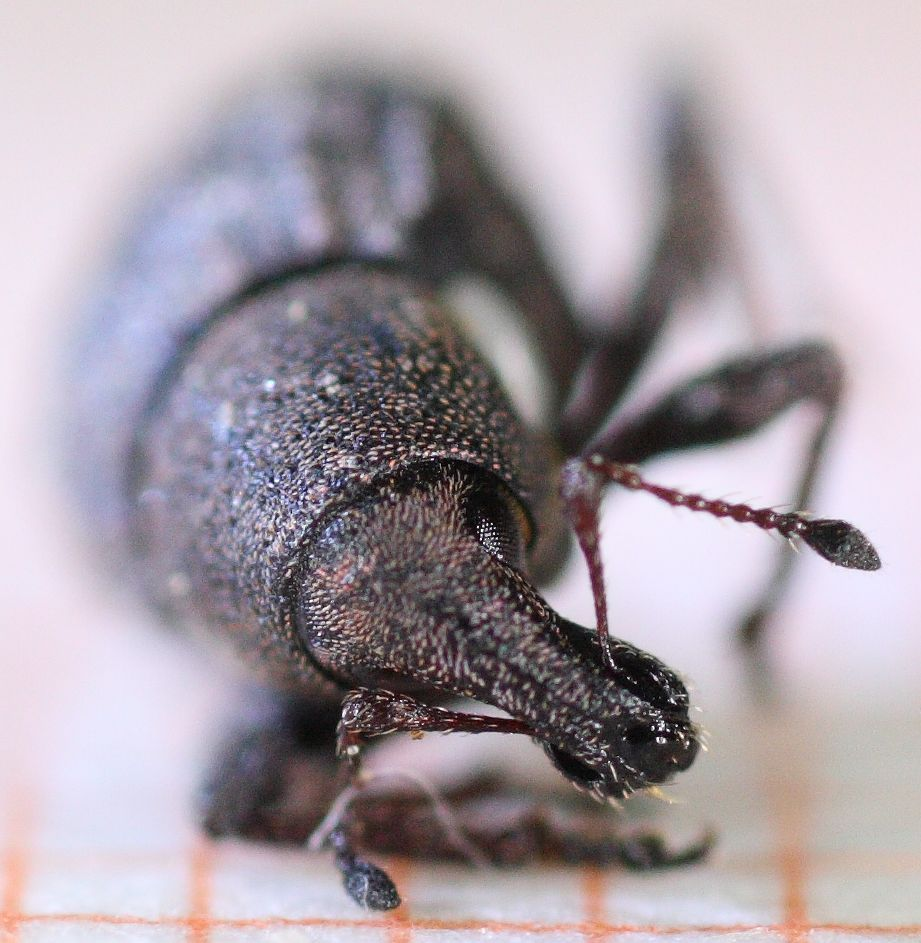
Tropiphorus elevatus